# اسکای باکس آفیس
اسکای باکس آفیس (انگلیسی: Sky Box Office) یک شبکه از مجموعه بی‌اسکای‌بی است که تحت سیستم تماشای پولی در بریتانیا و جمهوری ایرلند از ۱۶ مارس ۱۹۹۶ شروع به پخش کرد.